# شبكة المساواة للمتحولين جنسيا في أيرلندا

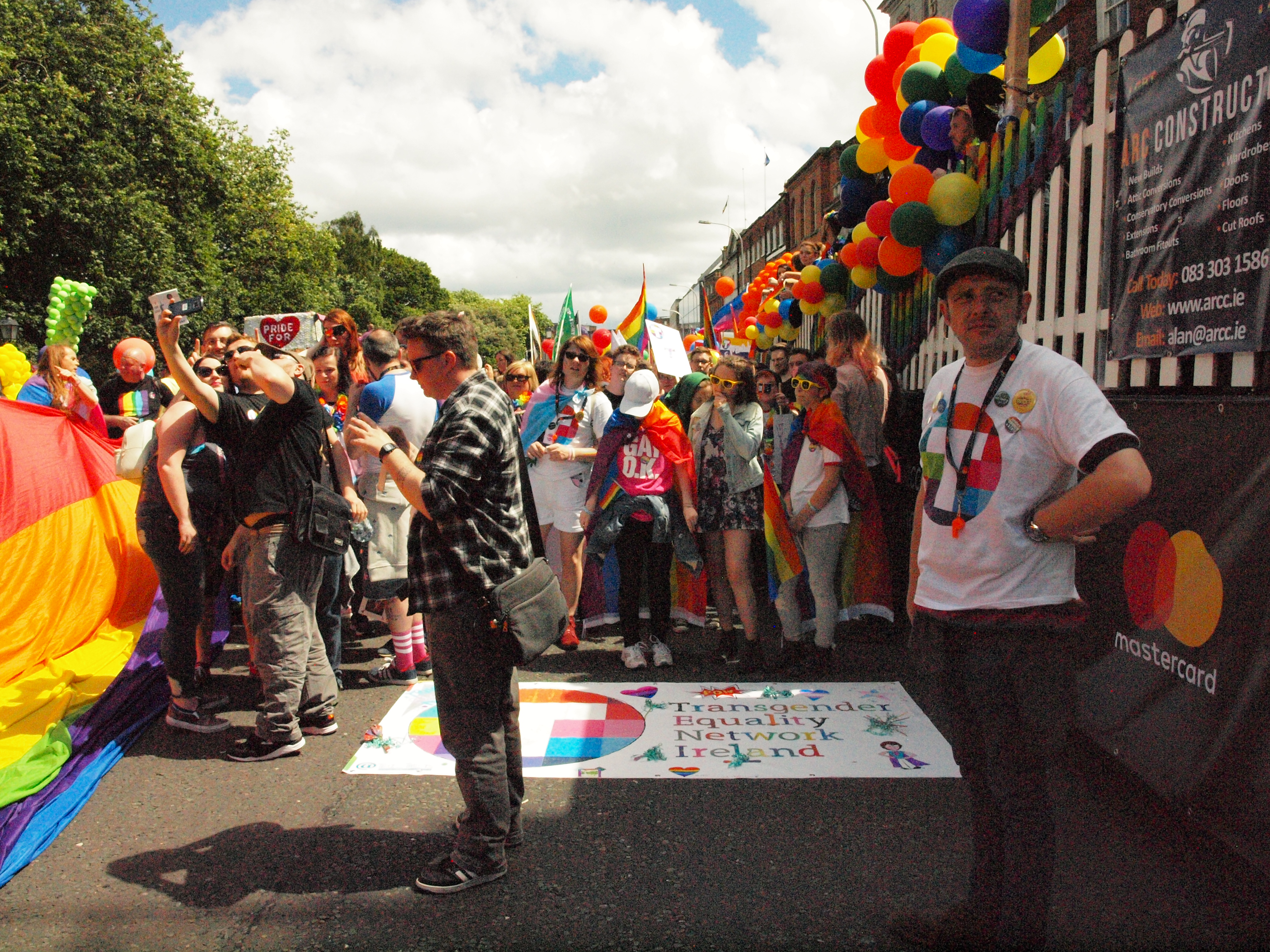
شبكة المساواة للمتحولين جنسياً في أيرلندا في مسيرة فخر دبلن للمثليين 2017

شبكة المساواة للمتحولين جنسياً في أيرلندا (بالأيرلندية: Transgender Equality Network of Ireland) (TENI) (بالأيرلندية: Lionra na hÉireann um Chomhionanns Transinscne) هي منظمة أيرلندية غير ربحية تأسست عام 2006، تسعى إلى تحسين الظروف والحقوق للأشخاص المتحولين جنسياً وعائلاتهم في أيرلندا.

## ستاد: وقف رهاب التحول الجنسي والتمييز
في عام 2013، أطلقت شبكة المساواة للمتحولين جنسياً في أيرلندا حملة ستاد: أوقفوا رهاب التحول الجنسي والتمييز (بالإنجليزية: STAD: Stop Transphobia and Discrimination)‏. سعت الحملة إلى زيادة الوعي بجرائم الكراهية ذات طابع رهاب التحول الجنسي عن طريق جمع وتوفير البيانات لأصحاب المصلحة مثل الشرطة الأيرلندية. تم إصدار التقرير الأول في 18 يونيو 2014 في جامعة ليمريك. قدم التقرير ست توصيات:
- يجب أن يتم تسجيل حوادث رهاب التحول الجنسي على نظام بالس (الشرطة عن طريق قيادة الأنظمة على نحو فعال) (بالإنجليزية: PULSE (Police Using Leading Systems Effectively))‏
- يجب توفير تدريب إضافي لضباط الشرطة
- إجراء مزيد من البحوث
- تحسين العلاقة بين مجتمع المتحولين جنسيت والشرطة
- المطالبة بتشريعات لحماية الأشخاص المتحولين
- تثقيف الجمهور حول رهاب التحول الجنسي.[4]

## المؤتمر الوطني للرعاية الصحية للمتحولين جنسياً
في 3 ديسمبر 2015، بالاشتراك مع مدير الخدمات الصحية، شاركت شبكة المساواة للمتحولين جنسياً في أيرلندا في استضافة المؤتمر الوطني الأول للرعاية الصحية للمتحولين جنسياً في كارلو.
سعى المؤتمر، الذي حضره 380 من المتخصصين في الرعاية الصحية، إلى تسليط الضوء على القضايا التي يواجهها المتحولون جنسيا في الوصول إلى الخدمات الصحية في أيرلندا. أدى هذا المؤتمر إلى نشر تقرير مدير الخدمات الصحية تجاه تلبية احتياجات الرعاية الصحية للمثليين والمثليات ومزدوجي التوجه الجنسي والمتحولين جنسيا.

## مشروع قانون الاعتراف بالجندر (تعديل) 2017
في عام 2013، دعمت شبكة المساواة للمتحولين جنسياً في أيرلندا توصية لجنة الحماية الاجتماعية لخفض السن القانوني للاعتراف بالجندر من 18 إلى 16. وقد أدى ذلك إلى اقتراح مشروع القانون هذا تعديل قانون الاعتراف بالجندر (تعديل) 2017. في الوقت الحالي، يجب أن يحصل أي شخص يتراوح عمره بين 16 و 18 عامًا على أمر قضائي وموافقة الوالدين وتدخل المهنيين الطبيين قبل أن يتم إصدار شهادة الاعتراف بالجنس بعد إجراء جراحة إعادة تحديد الجنس. يعدل هذا القانون قانون الاعتراف بالجنس لعام 2015 بثلاث طرق:
- توفير الحق في تقرير المصير للأشخاص الذين بلغوا سن 16 عامًا
- إدخال الحق في الاعتراف القانوني بالجنس للأشخاص دون سن 16 عامًا
- ضمان النظر في وضع الأشخاص غير ثنائي الجندر في القانون الأيرلندي.[10]

منذ مايو 2017، يعتبر مشروع القانون في المرحلة الثالثة في مجلس الشيوخ.

## إستراتيجية للتعليم والمهارات 2016-18
قدمت شبكة المساواة للمتحولين جنسياً في أيرلندا تقريراً عن إستراتيجية التعليم والمهارات 2016-18 لتحسين الظروف وتعزيز حقوق المتحولين جنسياً وعائلاتهم.

## المنشورات
- التحدث من الهوامش: الصحة العقلية والرفاهية للأشخاص المتحولين جنسيا في أيرلندا[13]
- تقرير «ستاد: أوقفوا رهاب التحول الجنسي والتمييز»[4]